# Атомный сон
«Атомный сон» — одно из наиболее известных произведений, написанных писателем-фантастом Сергеем Лукьяненко в жанре постапокалиптической повести. Написана в 1989 году, публиковалась тогда же в сокращенном виде, впервые опубликована в 1992-м в одноимённом сборнике, в 1993-м получила премию «Старт» в рамках фестиваля «Аэлита». Впоследствии неоднократно переиздавалась, в сборниках «Атомный сон» и «Проводник отсюда».

## Сюжет
Атомную войну начала одна из маленьких стран, а пострадали в ней все государства. Наступила ядерная зима. В одном из районов США мужчина, потерявший всю семью при ядерном взрыве, стал собирать бездомных подростков. Он отучил их различать разницу между злом и «противоположным понятием», а взамен дал безмерную жестокость, внушающую страх всем окружающим. Они перестали быть людьми и назвались «драконами». Через три года они убили своего наставника по его указанию, и каждый из драконов стал жить самостоятельно, контролировать какую-то часть территории страны.
С окончанием ядерной зимы люди стали возвращаться к привычному образу жизни. Помимо мирных жителей появились воинствующие группировки и отдельные банды. Дракон Драго и его пёс-телепат Принц встретили Майка — хорошо вооружённого и оснащённого парня, который никогда не слышал о драконах и мало что знает о жизни на земле (например, убивает гигантских, но абсолютно не опасных для людей пауков). Поведение Майка заинтересовало дракона — от скуки он решил сохранить Майку жизнь и отправиться вместе с ним к цели его путешествия. Тем более, что Майк обещал богатое вознаграждение.
Случайно они набрели на деревню, в которую вошла банда разбойников под предводительством старика Джереми — он был одним из немногих помощников «учителя» драконов. Драко убил всех бандитов, но самого Джереми убить не смог. Тот сказал, что этим Драко сделает доброе дело — спасёт людей. Тогда Драко разоружает Джереми и уходит, оставляя его наедине с уцелевшими жителями.
В бою с воинствующими монахами, спасая Драго и Майка, гибнет Принц.
Когда они подошли к засекреченной горной ракетной базе «Отложенное возмездие», Майк рассказал цель своего путешествия. Он родился и провел всю жизнь на подземной базе «Резерв-6», где высшие чины армии и правительства переждали войну, чтобы после её окончания возродить государство. Однажды он узнал, что ракеты на горной базе были запрограммированы на ответный удар по России через 20 лет, и решил остановить их. Он вошёл в базу, но выключить компьютер не смог — тогда он остановил ядерный реактор, но получил смертельную дозу радиации. Драго вытащил Майка с базы и похоронил, схватив приличную, но не смертельную дозу радиации.
Драго нашли люди из деревни, которую он спас от бандитов.